# Grandy Glaze
Grandy Glaze (Toronto, 4 marzo 1992) è un ex cestista canadese.

## Carriera
Con il Canada ha disputato i Campionati americani del 2017.

## Statistiche

### College
| Anno      | Squadra             | PG  | PT | MP   | TC%  | 3P% | TL%  | RP  | AP  | PRP | SP  | PP   |
| --------- | ------------------- | --- | -- | ---- | ---- | --- | ---- | --- | --- | --- | --- | ---- |
| 2011-2012 | St. Louis Billikens | 9   | 0  | 3,2  | 16,7 | -   | 0,0  | 0,6 | 0,2 | 0,1 | 0,0 | 0,2  |
| 2012-2013 | St. Louis Billikens | 25  | 20 | 12,0 | 50,7 | -   | 25,0 | 2,6 | 0,5 | 0,5 | 0,1 | 3,1  |
| 2013-2014 | St. Louis Billikens | 34  | 6  | 12,9 | 48,2 | -   | 70,6 | 4,5 | 0,3 | 0,4 | 0,3 | 3,8  |
| 2015-2016 | GCU Antelopes       | 33  | 29 | 26,4 | 59,6 | 0,0 | 61,3 | 8,8 | 0,8 | 0,5 | 0,0 | 14,0 |
| Carriera  | Carriera            | 101 | 55 | 16,2 | 55,5 | 0,0 | 59,7 | 5,1 | 0,5 | 0,5 | 0,1 | 6,6  |

### Americhe
| Anno      | Squadra             | PG | PT | MP   | TC%  | 3P%  | TL%  | RP   | AP  | PRP | SP  | PP   |
| --------- | ------------------- | -- | -- | ---- | ---- | ---- | ---- | ---- | --- | --- | --- | ---- |
| 2016-2017 | Corr.s UAT Victoria | 25 | -  | 35,3 | 56,5 | 27,8 | 66,4 | 12,3 | 2,1 | 0,8 | 0,0 | 16,0 |
| 2017-2018 | St. John's Edge     | 34 | -  | 21,4 | 60,2 | -    | 41,8 | 6,9  | 1,2 | 0,6 | 0,3 | 8,0  |
| 2018-2019 | Sudbury Five        | 16 | -  | 27,8 | 56,3 | 39,3 | 55,2 | 11,6 | 1,9 | 0,6 | 0,0 | 13,9 |
| 2020      | Niagara River Lions | 6  | -  | 11,5 | 52,2 | 0,0  | 25,0 | 3,3  | 0,8 | 0,5 | 0,5 | 4,2  |